# قلعة فيزيل
قلعة فيزيل هي شاتو تقع في بلدة فيزيل بالقرب من مدينة غرونوبل وتعتبر من أهم وأشهر القلاع في منطقة دوفيني.
من العصور القديمة إلى الثورة، أصبحت قلعة فيزيل يُضرب بها المثل الأعلى للوطنية والشجاعة في مواجهة ألمانيا النازية، خلال الحرب العالمية الثانية.